# علي خليفة علي
علي خليفة علي (مواليد 12 أكتوبر 1999 في البحرين) هو لاعب كرة قدم بحريني يجيد اللعب في خط حارس المرمى. يلعب حاليا لصالح الحد الذي ينافس في الدوري البحريني الممتاز منذ 2017.